# Рудник Альфа
Рудник Альфа — колишній гірничодобувний майданчик у Меланезії на острові Нова Каледонія (заморське володіння Франції).
Рудник ввела в дію у 1924 році компанія Société Chimique du Chrome, за якою стояли американські інвестори з Mutual and Chemical Co (до того на Альфа вже провадились певні гірничі роботи, проте вважалось, що це невелике родовище вичерпане). Станом на 1931 рік накопичений видобуток з Альфа досягнув 30 тисяч тонн руди з вмістом хрому 48—49 %, при цьому лише в 1930-му копальня видала біля 9 тисяч тонн руди.
Розробка велась підземним способом із використанням закладених на схилі гори та рознесених по висоті штолень. На початковому етапі мова йшла про три штольні довжиною 170, 200 та 270 метрів, а в 1931-му існувало шість штолень загальною довжиною біля 1,5 км.
Руда вивозилась до узбережжя по залізничній колії завдовжки 4 км, після чого експортувалась до США.
Під завершення світової економічної кризи 1929—1933 років Société Chimique du Chrome зустрілась зі складнощами та суттєво скоротила виробництво, а в 1933-му Альфа остаточно закрили.